# Џин Шајли
Џин Шајли (енгл. Jean Shiley; Харисбург, 20. новембар 1911 — Лос Анђелес 11. март 1998) била је америчка атлетичарка, светска рекордерка и олимпијска победница у скоку увис.
Родила се Харисбургу, у Пенсилванији, а касније се преселила у Хејверфорд, предграђе Филаделфије Хавертовн, предграђу Филаделфије, где је се прикључила екипи Хаверфордске гимназије.
Као 16-годишња ученица Џин Шајли је ушла у репрезентацију Сједињених Држава за Летње олимпијске игре 1928. у Амстердаму где су први пут се у историји олимпијских такмичења на атлетским такмичењима учествовале и жене у пет дисциплина. Шајли је учествовала у скоку удаљ и резултатом 1,52 м освојила четврто место од 20 учесница..
На следећим олимпијским играма 1932. у Лос Анђелесу Џин Шајли побеђује оборивши светски рекорд и побеђујући најбољу атлетичарку игара своју земљакињу Бејб Дидриксон са три освојене медаље две златне и једне сребрне.

## Занимљивост
Бејб Дидриксон победница на 80 метара са препонама и бацању копља у скоку увис морала се задовољити сребрном медаљом иако је прва прескочила 1,65 као и њена земљакиња Џин Шајли касније и поставила нови светски рекорд. Судије су јој поништиле тај скок јер је летвицу прво прелетала главом а онда телом што је у то време било супротно важећим правилима. Тим стилом данас скачу сви скакачи увис а који је зове фозбери стил по Дику Фозберију који га је први користио на такмичњима 1968. пуних 36 година после скока Дидриксонове. После завршених игара земљакиње Шајлијева и Дидриконова су физички поделиле своје две медаље златну и сребрну. И ИААФ је Такође после завршених игара скок Дидриконове признао за светски рекорд без обзира на судијску одлуку на такмичењу.